# Sex and the City (1.ª temporada)
A primeira temporada de Sex and the City, uma comédia romântica norte-americana, foi ao ar nos Estados Unidos pela HBO de 6 de junho a 23 de agosto de 1998. Baseada no livro homônimo escrito por Candace Bushnell, a série foi criada por Darren Star e produzida pela Darren Star Productions, HBO Original Programming e Warner Bros. Television. Star, Barry Josen e Michael Patrick King serviram como produtores executivos. O programa segue os relacionamentos e as aventuras sexuais de Carrie Bradshaw, uma colunista que escreve sobre sexo na fictícia New York Star, e suas amigas Samantha Jones, Charlotte York e Miranda Hobbes.
A primeira temporada, com 12 episódios, foi ao ar nas noites de domingo às 21:00 (ET), exceto o episódio piloto que foi ao ar ao mesmo tempo em uma noite de sábado. A temporada recebeu críticas mistas dos críticos. A temporada obteve forte audiência nos Estados Unidos pela HBO e no Reino Unido pelo Channel 4, onde ficou entre os 30 programas semanais mais assistidos. Em seu primeiro ano a série recebeu várias indicações, incluindo ao Emmy Award, Globo de Ouro, e um Prêmio Screen Actors Guild de melhor atriz em série de comédia por Sarah Jessica Parker.

## Equipe técnica
A primeira temporada de Sex and the City foi criada por Darren Star e produzida pela Darren Star Productions e pela Warner Bros. Television, em associação com a HBO Original Programming. A série é baseada no livro do mesmo nome, escrito por Candace Bushnell, que contém histórias de sua coluna com o New York Observer. O progama apresenta uma produção de Barry Jossen, Michael Patrick King e Star. A primeira temporada contou com créditos de escrita de Star, King, Jenny Bicks, Michael Green, Jenji Kohan, Susan Kolinsky e Terri Minsky. A temporada foi dirigida por Michael Fields, Matthew Harrison, Nicole Holofcener, Alison Maclean e Susan Seidelman.

## Elenco
A primeira temporada contou com quatro atrizes nos papéis principais. Sarah Jessica Parker interpretou a personagem Carrie Bradshaw, escritora de uma coluna sobre sexo, Sex and the City, para a revista fictícia é também narradora da série. Kim Cattrall retratou Samantha Jones, uma agente de relações públicas sexualmente confiante que segue as mesmas regras de relacionamento que os homens. Kristin Davis interpretou Charlotte York, uma curadora otimista de museus de arte que mantém visões tradicionais sobre relacionamentos. Cynthia Nixon interpretou Miranda Hobbes, uma advogada acerba com uma visão pessimista do relacionamento e uma desconfiança sobre homens.
A temporada contou com várias participações recorrentes de convidados. Chris Noth apareceu como um homem de negócios ardiloso e esquivo e o interesse amoroso de Carrie conhecido como Mr. Big. Willie Garson interpretou o melhor amigo gay de Carrie, o gerente de talentos, Stanford Blatch. Ben Weber interpretou Skipper Johnson, um amigo de Carrie e de Miranda.

## Recepção

### Revisões críticas
A primeira temporada recebeu críticas mistas de críticos de televisão, recebendo uma pontuação agregada de 52 (de 100) no Metacritic. Caryn Lucas, do The New York Times, chamou a série de "leve, alegre", "nova e divertida", enquanto destacava o desempenho de Parker. Terry Kelleher da People Weekly elogiou Parker em seu papel, mas foi contra os elementos de Nova Iorque misturados com o tema do sexo. Phil Gallo da Variety fez uma revisão mista sobre a série, criticando o roteiro, mas elogiando as atuações do elenco principal. Gallo também considerou a subtrama de Carrie e a atração de Mr. Big como "convincente". Earl Crassey do DVD Talk considerou o lançamento em DVD da primeira temporada como "altamente recomendado", escrevendo que "No entanto, aqueles que não ofende-se facilmente deveriam dar uma olhada; você encontrará uma agradável e refrescante nova série de comédia da HBO." Crassey observou que o diálogo sexual franco e os tópicos discutidos na série o diferenciam dos outros seriados.

### Audiência
Nos Estados Unidos, Sex and the City estreou em 6 de junho de 1998 às 21:00 da noite, com o episódio de piloto, "Sex and the City". O episódio obteve uma audiência de 2.9 (2.8 milhões de lares atingidos). O episódio bis alcançou uma audiência de 3.0 (2.96 milhões de lares). O episódio foi assistido por 3.84 milhões de telespectadores. No episódio final da temporada "Oh Come All Ye Faithful" foi assistido por 4.44 milhões de telespectadores. A primeira temporada teve uma média de audiência total de 6.9 milhões de espectadores. No Reino Unido, a série estreou no Channel 4 em 3 de fevereiro de 1999 com uma audiência de 4.53 milhões de telespectadores, classificando-se como o terceiro programa mais visto na televisão na semana que terminou em 7 de fevereiro de 1999. Os episódios seguintes atraíram entre 2.5 e 4 milhões de telespectadores.

### Prêmios e indicações
No Globo de Ouro de 1999, Sarah Jessica Parker recebeu uma indicação ao prêmio de melhor atriz em série de comédia ou musical. No Primetime Emmy Awards 1998, a série foi indicada para melhor série de comédia, enquanto Parker recebeu uma indicação de melhor atriz em série de comédia. Sex and the City recebeu sete indicações no Online Film & Television Association para os OFTA Television Awards, incluindo prêmios de melhor nova série de comédia e melhor série de TV a cabo.

## Episódios
| N.º na série | N.º na temp. | Título                                | Dirigido por      | Escrito por                                          | Exibição original    | Cód. de produção |
| ------------ | ------------ | ------------------------------------- | ----------------- | ---------------------------------------------------- | -------------------- | ---------------- |
| 1            | 1            | "Sex and the City"                    | Susan Seidelman   | Darren Star                                          | 6 de junho de 1998   | 101              |
| 2            | 2            | "Models and Mortals"                  | Alison Maclean    | Darren Star                                          | 14 de junho de 1998  | 102              |
| 3            | 3            | "Bay of Married Pigs"                 | Nicole Holofcener | Michael Patrick King                                 | 21 de junho de 1998  | 103              |
| 4            | 4            | "Valley of the Twenty-Something Guys" | Alison Maclean    | Michael Patrick King                                 | 28 de junho de 1998  | 104              |
| 5            | 5            | "The Power of Female Sex"             | Susan Seidelman   | História por : Jenji Kohan Roteiro por : Darren Star | 5 de julho de 1998   | 105              |
| 6            | 6            | "Secret Sex"                          | Michael Fields    | Darren Star                                          | 12 de julho de 1998  | 106              |
| 7            | 7            | "The Monogamists"                     | Darren Star       | Darren Star                                          | 19 de julho de 1998  | 107              |
| 8            | 8            | "Three's a Crowd"                     | Nicole Holofcener | Jenny Bicks                                          | 26 de julho de 1998  | 108              |
| 9            | 9            | "The Turtle and the Hare"             | Michael Fields    | Nicole Avril & Susan Kolinsky                        | 2 de agosto de 1998  | 109              |
| 10           | 10           | "The Baby Shower"                     | Susan Seidelman   | Terri Minsky                                         | 9 de agosto de 1998  | 110              |
| 11           | 11           | "The Drought"                         | Matthew Harrison  | Michael Green & Michael Patrick King                 | 16 de agosto de 1998 | 111              |
| 12           | 12           | "Oh Come All Ye Faithful"             | Matthew Harrison  | Michael Patrick King                                 | 23 de agosto de 1998 | 112              |